# SCIgen
SCIgen es un programa de ordenador que genera de manera automática documentos sin sentido en forma de noticias sobre investigación en informática, incluyendo gráficos, estadísticas y citas. Creado por los científicos en el Instituto de Tecnología de Massachusetts, su objetivo declarado es "maximizar la diversión, antes que la coherencia."
En el 2005, SClgen fue el centro de la controversia cuando generó un documento: Rooter, A Methodology for the Typical Unification of Access Points and redundancy, que fue aceptado por el Congreso WMSC 2005 y los autores fueron invitados a dar una charla. Posteriormente, cuando se supo que era una broma, se retiró la invitación.